# 이규영 (음악가)
이규영(1975년 2월 27일 ~ )은 대한민국의 음악가, 루비살롱 레코드의 대표이다. 펑크 록 밴드 푸펑충과 로큰롤, 펑크 록 밴드 락타이거즈의 베이시스트로 활동하였다. 2003년에는 노브레인 출신의 차승우와 더 하이라이츠(The Hi-Lites)라는 프로젝트 그룹을 결성하였고 그 이후 더 하이라이츠는 이규영 솔로프로젝트로 활동하였다.
당시 '더 하이라이츠'만을 위한 레이블을 세우고자 설립한 것이 현재의 루비살롱레코드이다.

## 음반
푸펑충
- 푸펑충 1집 - 짜잔 (1999년)
- 푸펑충 2집 - Tough Like Metal (2000년)
- 3000 펑크 (1999년)
- 열혈펑크키드+푸른 펑크벌레 - 푸펑충 + 열혈 Punkkid (1999년, 싱글)
- 빵 컴필레이션 (1999년)
- 섬 O.S.T (2000년)
- Christmas Punk CD (2000년)
- 문화사기단 Sampler Vol.1 2000.07~2001.04. (2001년)
- Indie Power 2001 (2001년)

락타이거즈
- 더 락 타이거즈 1집 - Come On Let’s Go (2003년)
- Christmas Punk CD #2 (2001년)
- 문화사기단 합동음반 제1호 (2002년)

The Highlights
- Highlights (2004년, EP)
- Crazy, Druken Rock N Roll (2004년, EP)
- The Great Rock N’Roll Show & Other Romantic Parade (2005년, 정규 앨범)
- HEY! MR. TAMBOURINE GIRL (2006년, 싱글)
- 우리들의 마지막 몽환극 (2006년, EP)
- Cracker (크래커) O.S.T (2006년)
- Star Wars (2008년, 컴필레이션 앨범)